# Cyathea macgregorii
Cyathea macgregorii är en ormbunkeart som beskrevs av F. Muell. Cyathea macgregorii ingår i släktet Cyathea och familjen Cyatheaceae. Inga underarter finns listade.